# ČSD T 435.0 sorozat
A ČSD T 435.0 sorozat, később ČD  720 sorozat és ŽSR 720 sorozat egy csehszlovák dízelmozdony-sorozat volt. A ČKD gyártotta 1958 és 1962 között. Összesen 287 db készült belőle. Selejtezése 1995-ben kezdődött.